# John Taylor Gatto
John Taylor Gatto (Monongahela, Pennsylvania, 1935. december 15. – New York, 2018. október 25.) amerikai író és korábbi iskolai tanár. Energiája nagy részét tanári pályájába fektette, és miután lemondott állásáról, számos könyvet írt a modern kötelező iskolarendszerről, hevesen kritizálva annak ideológiai hátterét, történelmét és következményeit. Írásai közül legismertebbek: Dumbing Us Down: the Hidden Curriculum of Compulsory Schooling és The Underground History of American Education: A Schoolteacher’s Intimate Investigation Into the Problem of Modern Schooling.
Gatto többször elnyerte New York város Az Év Oktatója címét: New York City Teacher of the Year 1989, 1990, 1991. Továbbá megkapta New York Állam Az Év Oktatója címét is 1991-ben.

## Életrajza
Gatto a Pittsburgh környéki Monongahelában, Pennsylvania államban született. Gyermekkorában városi iskolákba járt, de egy ideig egy katolikus bentlakásos iskola diákja is volt Latrobe-ban. Főiskolára a Cornell, a Pittsburgh és Columbia egyetemekre járt, majd az amerikai hadsereg orvosi szolgálatában több helyen is szolgált. Miután leszerelt, továbbtanult több egyetemen: City University of New York, Hunter College, Yeshiva University, University of California, Berkeley és Cornell.
Támogatta a magántanulást, konkrétan a kiiskolázást és a nyílt alapú tanulást. Bár Wade A. Carpenter, a Berry College professzora, Gatto könyveit pusztítónak és egyoldalúnak nevezte, de egyetértett nézeteivel.
Gatto egy háromrészes dokumentumfilmen dolgozik a kötelező beiskolázásról, The Fourth Purpose címmel. A film készítésére Ken Burns Civil War című műve inspirálta.

## Fő tézise
Mit tesz a kötelező beiskolázás a gyerekekkel? Erre a kérdésre következőképpen válaszol a Dumbing Us Downban:
1. Az iskola csak összezavarja a diákokat. Egy összefüggéstelen ismeretgyűjteményt mutat be, amit aztán a diáknak be kell magolni ahhoz, hogy ne rúgják ki az iskolából. A dolgozatoktól eltekintve, ez hasonlít a televízióhoz: a gyerekek szinte teljes szabadidejét kitölti, néznek és hallanak valamit, amit aztán egyből el is felejtenek.
2. Az iskola arra neveli őket, hogy elfogadják társadalmi osztálybeli hovatartozásukat.
3. Közömbössé teszi őket.
4. Érzelmileg függővé teszi őket.
5. Szellemileg függővé válnak.
6. Egyfajta önbizalmat sajátítanak el, melyben szakértők által folyamatos megerősítésre lesz szükségük (ideiglenes önbecsülés)
7. Világossá teszi számukra, hogy nem tudnak elbújni, mert folyamatos megfigyelés alatt állnak.[8]

Gatto különbséget tesz közösségek és hálózatok között, az előbbit egészségesnek nevezvén, az iskolákat pedig a későbbi példájaként említve. Szerinte az Egyesült Államokban a hálózatok a közösségek egészségtelen helyettesítőivé váltak.
Elítéli, hogy az amerikai kötelező oktatás a gyerekkort mesterségesen meghosszabbítja, és hangsúlyozza, legkésőbb 10 éves koráig minden ember kellően érett ahhoz, hogy egyedül eldöntse, milyen témákkal foglalkozzon.